# 대군구
대군구(중국어 간체자: 大军区, 정체자: 大軍區)는 중국 인민해방군에서 여러 개의 성급 군구를 총괄하던 광역 군구으로, 대군구별로 육, 해, 공군의 사령부를 갖추고 있었다. 2016년에 전구 체제로 대체되었다.

## 역사
제2차 국공내전이 끝난 뒤, 1949년에 중국 인민해방군의 조직 개편에 군구가 설립되었다. 초기 1945년부터 1955년까지의 군구는 1,2,3급 군구로 나누었고, 1급 군구가 대군구에 해당하였다. 1955년 조직 개편으로 1,2,3급 군구 구분을 폐지하고 대군구와 성급 군구 편제로 간소화되었다.
2016년 1월 16일, 대군구가 폐지되고 2월 1일에 5개 전구가 도입되었다. 성급 군구는 각각 해당 지역을 관할하는 전구로 편입되었다.

## 1949년~1955년: 6대군구

### 1급 군구
- 东北军区→둥베이 군구; 1948년 1월 1일, 설립
- 华北军区→화베이 군구; 1948년 5월 9일, 설립
- 华东军区→화둥 군구; 1947년 1월 21일, 설립
- 华中军区→화종 군구; 1949년 5월, 설립; 1950년 1월 종난 군구로 개명.
- 西北军区→시베이 군구; 1949년 2월 1일, 설립
- 西南军区→시난 군구; 1950년 2월 9일, 설립

### 2급 군구
- 貴州军区→구이저우 군구 (옛 제3병단)
- 广東军区→광둥 군구
- 广西军区→광시 군구
- 内蒙古军区→내몽고 군구
- 山西军区→산시 군구; 1949년 8월, 설립
- 山東军区→산둥 군구; 1949년 2월, 설립 ~ 1955년, 산둥성 군구로 개편됨.
- 新疆军区→신장 군구
- 綏遠军区→수몽 군구; 1966년, 내몽고 군구에 병합됨.
- 浙江军区→저장 군구
- 河南军区→허난 군구
- 江西军区→장시 군구
- 川東军区→촨둥 군구
- 雲南军区→윈난 군구
- 甘肅军区→간쑤 군구 (옛 제2병단)
- 陕西军区→산시 군구 (옛 제19병단)
- 西藏军区→티베트 군구, 1951년 12월 설립
- 福建军区→푸젠 군구
- 湖北军区→후베이 군구
- 湖南军区→후난 군구

### 3급 군구
- 遼東军区→요둥 군구, 동부 랴오닝성/랴오닝 반도
- 遼西军区→요시 군구, 서부 랴오닝성/랴오닝 반도
- 河北军区→허베이 군구, 허베이성
- 平原军区→핑위안 군구
- 察哈尔军区→차하얼 군구
- 胶東军区→자오둥 군구, 자오둥 반도
- 渤海军区→보하이 군구
- 魯中南军区→루종난 군구
- 蘇北军区→장베이 군구, 북부 장쑤성
- 蘇南军区→장난 군구, 남부 장쑤성
- 皖南军区→완난 군구
- 皖北军区→완베이 군구
- 贛西南军区→간시난 군구
- 湘西军区→샹시 군구
- 海南军区→하이난 군구
- 川南军区→촨난 군구, 남부 쓰촨성
- 川西军区→촨시 군구, 서부 쓰촨성
- 川北军区→촨베이 군구, 북부 쓰촨성
- 西康军区→시캉 군구
- 陕南军区→시난 군구, 남부 산시성
- 喀什军区→카슈가르 군구, 신장 위구르 자치구
- 迪化军区→디화 군구
- 伊犁军区→이리 군구, 이리 카자흐 자치주
- 寧夏军区→닝샤 군구 닝샤 후이족 자치구
- 青海军区→칭하이 군구

## 1955년~1967년: 13대군구
- 瀋陽军区→선양 군구 - 1955년 3월 22일, 설립
- 北京军区→베이징 군구 - 1955년 4월 14일, 화베이 군구를 개편하여 설립함.
- 濟南军区→지난 군구 - 1955년 5월 1일, 설립
- 南京军区→난징 군구 - 1955년 4월 1일, 설립
- 廣州军区→광저우 군구 - 1955년 4월 15일, 설립
- 武漢军区→우한 군구 - 1955년 3월 7일, 설립 및 후베이 군구를 겸함.
- 成都军区→청두 군구 - 1955년 4월 14일, 설립, 쓰촨 군구를 겸함.
- 昆明军区→쿤밍 군구 - 1955년 4월 1日, 윈난 군구를 겸함.
- 蘭州军区→란저우 군구 - 1955년 5월 1일, 설립
- 新疆军区→신장 군구 - 1955년 5월 1일, 설립
- 内蒙古军区→내몽고 군구 - 1955년 4월 20일, 설립 ~ 1967년 5월, 성급군구로 낮추고, 베이징 군구에 편입시켰다.
- 西藏军区→티베트 군구 - 1955년 5월 1일, 설립 ~ 1968년 12월, 성급군구로 낮추고, 청두 군구로 편입시켰다.
- 福州军区→푸저우 군구 - 1956년 7월 1일, 푸젠 군구에서 개명함.

## 1968년~1985년: 11대군구
- 瀋陽军区→선양 군구
- 北京军区→베이징 군구
- 濟南军区→지난 군구
- 南京军区→난징 군구
- 廣州军区→광저우 군구
- 武漢军区→우한 군구
- 成都军区→청두 군구
- 昆明军区→쿤밍 군구
- 蘭州军区→란저우 군구
- 新疆军区→신장 군구
- 福州军区→푸저우 군구

## 1985년~2016년: 7대군구
시급 도시의 군구는 경비구(警备区), 일부 자치구의 군구는 성급군구보다 높고 대군구보다 낮은 부대군구(副大军区)급으로 분류되었다.

### 광저우 군구

광저우 군구의 책임지역

광둥성 광저우시에 본부를 두고 광둥성, 광시 좡족 자치구, 하이난성, 후난성, 후베이성을 관할하였던 대군구였다.
- 광둥성 군구(중국어판)
- 광시 군구(중국어판) (부대군구급)
- 하이난성 군구(중국어판)
- 후난성 군구(중국어판)
- 후베이성 군구(중국어판)

### 난징 군구

난징 군구의 책임지역

장쑤성 난징시를 본부를 두고 상하이시, 장쑤성, 저장성, 푸젠성, 장시성, 안후이성을 관할하였던 대군구였다.
- 상하이 경비구(중국어판)
- 안후이성 군구(중국어판)
- 저장성 군구(중국어판)
- 장쑤성 군구(중국어판)
- 장시성 군구(중국어판)
- 푸젠성 군구(중국어판)

### 란저우 군구

란저우 군구의 책임지역

간쑤성 란저우시에 본부를 두고 닝샤 후이족 자치구, 산시성, 간쑤성, 칭하이성, 신장 위구르 자치구, 남신장을 관할하였던 대군구였다.
- 간쑤성 군구(중국어판)
- 칭하이성 군구(중국어판)
- 산시성 군구(중국어판) (섬서성)
- 닝샤 군구(중국어판)
- 신장 군구(중국어판) (부대군구급, 아리 지구를 포함함)

### 베이징 군구

베이징 군구의 책임지역

베이징시에 본부를 두고 내몽골 자치구, 베이징시, 산시성, 톈진시, 허베이성을 관할하였던 대군구였다.
- 베이징 경비구(중국어판)
- 톈진 경비구(중국어판)
- 하베이성 군구(중국어판)
- 산시성 군구(중국어판)
- 내몽고 군구(중국어판) (부대군구급)

### 선양 군구

선양 군구의 책임지역

랴오닝성 선양시에 본부를 두고 랴오닝성, 지린성, 헤이룽장성을 관할하였던 대군구였다.
- 랴오닝성 군구(중국어판)
- 지린성 군구(중국어판)
- 헤이룽장성 군구(중국어판)

### 지난 군구

지난 군구의 책임지역

산둥성 칭다오시에 본부를 두고 산둥성과 허난성을 관할하였던 가장 작은 대군구였다.
- 산둥성 군구(중국어판)
- 허난성 군구(중국어판)

### 청두 군구

청두 군구의 책임지역

청두시에 본부를 두고 쓰촨성, 충칭 직할시, 구이저우성, 윈난성, 티베트 자치구을 관할하였던 대군구였다.
- 구이저우성 군구(중국어판)
- 쓰촨성 군구(중국어판)
- 윈난성 군구(중국어판)
- 충칭 경비구(중국어판)
- 티베트 군구(중국어판) (부대군구급)

## 같이 보기
- 대행정구
- 전구 (중국 인민해방군)

## 참고
1. ↑  “Theater Commands” (영어). Ministry of National Defense of the People's Republic of China. 2023년 9월 11일에 확인함.